# God of War
God of War е видео игра за PlayStation 2 пусната на 22 март, 2005. Това е Екшън-приключение базирано на гръцката митология, God of War се разпространявана от Sony Computer Entertainment
Приета е изключително добре от геймърската общност, спечелила е много награди, включително почетната „Игра на Годината“ от Academy of Interactive Arts & Sciences. IGN казват за God of War че е най-великата Playstation игра на всички времена, и е в техния топ 25 игри за PS2. Играта е пусната и в специално платинено издание. Продължение, наречено God of War II е пуснато на 13 март, 2007. Прикуъл, пуснат ексклузивно за PlayStation Portable, на име God of War: Chains of Olympus, е пуснат на 4 март, 2008. Шестата част на играта-God of War: Ghost of Sparta е пусната през ноември 2010, единствено за PSP, като тя е втората за тази конзола.

## История
Историята започва с Крейтос, изкачен на най-високата скала в цяла Гърция, казвайки, че боговете са го изоставили; безнадежден, той се хвърля от нея. Тогава играта връща играча 3 седмици по-рано и разкрива събитията, довели до този момент.
Крейтос предлага душата си на боговете в замяна на спасение от клането, причинено от орда варвари; Арес решава да го използва за свой слуга и му дава невероятна сила, а също така и „Остриетата на Хаоса“, невероятно остри мечове, жигосани завинаги към ръцете на Крейтос. Арес го инструктира да събере войска и да покори цяла Гърция. В едно село, почитащо Атина, Крейтос, в жаждата си за кръв, избива всички молещи се в един храм, само за да осъзнае по-късно, че е убил собствените си съпруга и дъщеря. Крейтос се отрича от Арес и започва да обикаля Егейско море, предлагайки услугите си на други богове, за да опростят греховете му.
След като побеждава лернейската хидра по поръчение на Посейдон, Крейтос научава от Атина че Арес разрушава града Атина. Тя му заръчва да го спре. Пристигащ в разрушения град, Крейтос научава от Оракула на Атина, че единственото оръжие, способно да убие бог, е кутията на Пандора, която дава на смъртен невероятна мощ, и затова е заключена в храма на Пандора, привързан с вериги към гърба на титана Кронос, който обикаля Пустинята на изгубените души. Крейтос обикаля из пустинята и успява да вземе кутията, но това не остава незабелязано от Арес. Той изпраща гигантски кол, който набожда Крейтос и го убива. Умирайки, той наблюдава как харпиите взимат кутията.
Докато Крейтос пада в отвъдното, той успява да се хване и успява да се изкачи обратно в света на живите. След бягството му Крейтос се връща в Атина и вижда, че Арес е готов да използва мощта на кутията срещу Зевс и Олимп, но Крейтос успява да си я върне, отваря я и пораства до огромните размери на Арес. Двамата започват битка, но усещайки, че ще загуби, Арес затваря Крейтос в жестока илюзия, включваща образите на семейството му. Крейтос успява да ги защити от многобройните негови копия, но тогава Арес изтръгва Остриетата и ги кара да посекат жената и детето. Излизайки от илюзията, Крейтос забелязва Меча на боговете, служещ за мост в Атина, и го използва, за да довърши Арес, въпреки молбите му да бъде пощаден. Боговете поздравяват Крейтос за огромната победа и опрощават греховете му, но дори те не могат да го освободят от кошмарите му за миналото. Крейтос осъзнава, че след всичко, което е направил за боговете, за него нищо няма да се промени. Той се изкачва на скалите над Егейско море, и после се хвърля, като така играта стига до момента, показан в началото. Но въпреки това, Атина се появява в последния момент, казвайки на Крейтос, че не могат да позволят на някой, направил такива големи услуги на боговете, да умре, и му предлага празния трон на бог на войната на Олимп.

## Gameplay
God of War е екшън от трето лице, в който играчът използва хладни оръжия и магически атаки. Основното оръжие са Остриетата на Хаоса. които могат да бъдат използвани по няколко различни начина. Всеки повален противник носи различни сфери на играча- червени, които могат да бъдат използвани за подобряване на оръжията и магиите на Крейтос, зелени, които възстановяват живота му, и сини, които запълват магията.
Когато някой по-голям противник или бос остане на малко живот, играчът може да влезе в мини-игра с натискане на копчета в точно определен момент, или въртене на аналоговия контролер по точно определeн начин. Ако играчът не успее да се справи, противникът просто ще грабне Крейтос и ще го хвърли, но ако успее, ще получи много по-голям брой сфери, отколкото ако продължи на удря противника по нормалния начин.
За разнообразие след бойните сцени, играта предлага и много пъзели, свързани с околната среда. Играчът трябва да мести предмети, да дърпа ръчки, да открива ключове или да върти лостове, за да отваря врати. Многобройни ковчежета са скрити в играта, даващи сфери, „Око на горгона“, използвано за увеличаване на максималното здраве, или „Перо от феникс“ използвано за увеличаване на максималната магия
PC